# Odradek
Odradek ist eine rätselhafte und vieldeutige, am Anfang dingartige, im weiteren Verlauf jungenhafte Gestalt aus Franz Kafkas Prosatext Die Sorge des Hausvaters aus der Erzählungssammlung Ein Landarzt. Die Figur wird zumeist als Frage nach einem Sinn gedeutet, da die Auflösung seines Wirklichkeitsstatus und seines Sinns im Text unklar bleibt. Der Erzähler selbst bezeichnet das Wesen und den Sinn Odradeks ausdrücklich als unverständlich und widersprüchlich.

## Beschreibung

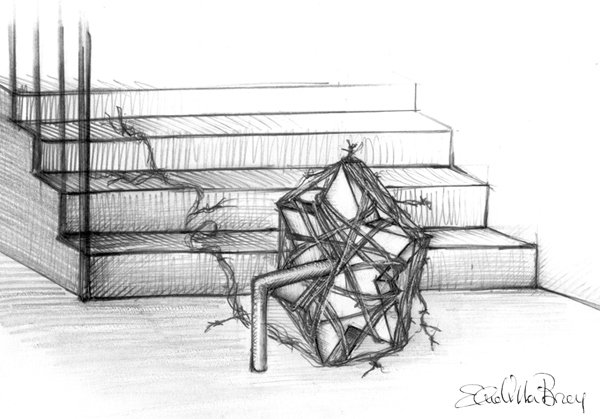
Der Odradek skizziert

In der Geschichte beschreibt der Protagonist den Odradek als einen hölzern wirkenden, mit verknoteten, bunten Fäden aufgewickelten Zwirnstern, der auf einem seiner Zacken hochkant steht. Als stabilisierendes Bein hat er ein von der Mitte des Sterns ausgehendes Querstäbchen, dem sich im rechten Winkel ein zweites anfügt.

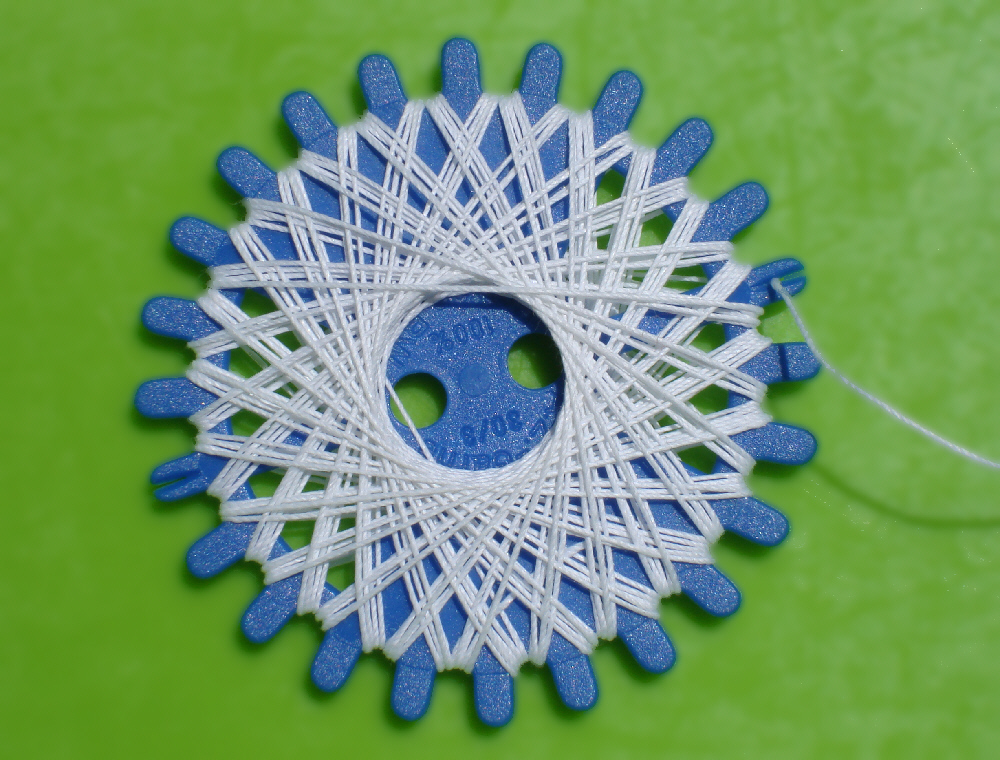
Zwirn

Er wirkt trotz seiner vom Hausvater als abgebrochen wahrgenommenen äußeren Form zugleich abgeschlossen. Diese Vollendung wird dadurch unterstrichen, dass dieser auch mutmaßt, dass Odradek ihn wohl überleben werde oder gar unsterblich sei. Auch ist er nicht zu fangen, während er flink durch alle Häuser streunt und stets zurückkehrt. Fragt man ihn etwas, gibt er keine oder kurze Antworten und lacht.
Odradek, als Symbiose zwischen menschlichen und dinghaften Eigenschaften, erscheint als eine rätselhafte, kaum einzuordnende Figur. Der Hausvater als Erzähler bezeichnet den Namen „Odradek“, dessen Etymologien aus dem Slawischen oder Deutschen er ablehnt, und das damit benannte Objekt selbst als „sinnlos“.

## Deutungsansätze
Die Kurzgeschichte, die die Frage nach dem Sinn des Odradeks auf den Leser wendet, lässt dessen Auflösung ausdrücklich offen.
Kurt Weinberg (1963) hat Odradek symbolisch im Sinne des Davidsterns, aus dem das christliche Kreuz entspringt gedeutet, ihm wurde allerdings auch Überinterpretation vorgeworfen (Heinz Hillmann). Oft wird die Figur allegorisch als Frage nach dem Sinn des Lebens verstanden. Klaus Wagenbach hat in einem Bildband über Kafka (F.K. Bilder aus seinem Leben, Berlin 1983, S. 47) ein Motorrad abgebildet, wie Kafka eines gefahren hat, und es als „Modell Odradek“ betitelt; es handelte sich allerdings um einen Scherz Wagenbachs, um die Deutungssucht der Kafka-Interpreten zu karikieren. Thomas Borgstedt (2009) verweist auf die Verwandtschaft des Objekts mit einem traditionellen Holzspielzeug, der sogenannten Garnrollenschnecke. Andreas Kilcher (2010) vergleicht die Beschreibung Odradeks mit der Warenkritik von Karl Marx.

### Auseinandersetzung zwischen Wilhelm Emrich und Malcolm Pasley
Von den meisten Interpreten wird Odradek als Zweifel am Sinn selbst interpretiert. Eine ältere Auseinandersetzung fand statt zwischen Wilhelm Emrich, der von jenem generellen Zweifel am Sinn ausging, und Malcolm Pasley, der versuchte, konkretere biografische Aspekte zu integrieren.
Wilhelm Emrichs eher ins Universale greifende Theorie basiert auf dem Paradoxon, dass wenn das Sinnlose das Sinnvolle überlebt, das Sinnvolle sinnlos ist. Das erlaubt den Schluss, von einem Vergleich Kafkascher Bilder und Motive ausgehend, Odradek stelle „das Fazit aller in der Menschen- und Tiergesellschaft sich vollziehenden Bemühungen“ dar, das „Ineinander und Gegeneinander aller menschlichen Lebens- und Denkvorgänge“.
Malcolm Pasley ging demgegenüber werkchronologisch vor und hob die Nähe zu Kafkas Erzählungen „Der Jäger Gracchus“ und „Elf Söhne“ hervor, woraus er eher auf Kafka und sein Werk als auf einen universalen Hintergrund abhob. Odradek scheine „eine Chiffre für Kafka selbst zu sein“, ein „neues Bild seiner eigenen Existenz aus der Vaterperspektive“, und er meint, auf einer zweiten Interpretationsstufe müsse gefragt werden, was Kafka durch eine solche „Poetisierung seiner Existenzproblematik“ ausdrücken wollte.

### Neuere Deutungsansätze
Odradeks äußere Erscheinung wird mit knapper Präzision beschrieben. Der Stil erinnert manche an die Berichte Kafkas, die er während seiner Arbeit in der Arbeiter-Unfallversicherung über technische Zusammenhänge verfasst hat. Diese Präzision der Beschreibung mündet in der Aussage: „… das Ganze erscheint zwar sinnlos, aber in seiner Art abgeschlossen“. Diese Feststellung kann für vieles gelten, so etwa auch für bürokratische Systeme. Zugleich passt sie auch auf die ästhetische Qualität künstlerischer Hervorbringungen, die im Sinne der Autonomieästhetik als funktionsfrei und ästhetisch geschlossen angesehen werden.
Thomas Borgstedt (2009) hat auf Ähnlichkeiten zwischen Odradek und Goethes Figur der Mignon aus dem Roman Wilhelm Meisters Lehrjahre hingewiesen: Beide werden zunächst als geschlechtsloses „es“ bezeichnet und erst später mit einem Geschlecht versehen, beide haben etwas Mechanisches und Artistisches an sich und sind zwischen verschiedenen Kulturen angesiedelt, beide sind „beweglich und schwer zu fangen“ und geben Anlass zu väterlicher „Sorge“, beide symbolisieren in gewissem Sinn das Poetische. Bezüge finden sich zugleich auch zu Herman Melvilles Figur des Schreibers Bartleby.
Der selbstbestimmte, keinen Regeln unterworfene Odradek weist zudem Gemeinsamkeiten mit anderen „Kafka-Wesen“ auf, beispielsweise mit den springenden Bällchen aus Blumfeld, ein älterer Junggeselle. Auch Eine kleine Frau gehört in diese Kategorie, wenn man ihre funktionslosen Accessoires und ihre bewegliche Puppengestalt betrachtet. Diese Wesen enthalten gewisse Slapstick-Elemente, wobei die Tücke des Objekts, mit denen man im Alltag zu kämpfen hat, ein Thema ist.

## Deutungen des Namens „Odradek“
Bezüglich der sprachlichen Herkunft des Namens „Odradek“ und seiner Bedeutung wurden verschiedene, widersprüchliche Vorschläge gemacht. In der Erzählung selbst wird die Deutung als unsicher bezeichnet. Die fragliche Herkunft des Wortes Odradek aus dem Slawischen und/oder Deutschen lässt sich beziehen auf die sprachlich-kulturelle Situation der deutschsprachigen Juden in Prag.
Max Brod und Wilhelm Emrich haben den Namen vom tschechischen Verb „odradit“ abgeleitet, das „abraten“ oder „widerraten“ bedeutet und in dem der deutsche Wortstamm „Rat“ steckt. „Odradek“ wäre dann ein „kleiner Abrater“ oder Meckerer (Borgstedt 2009). Detlef Kremer bezieht es auf das tschechische „řádek“ für „Schriftzeile“, wogegen allerdings die lautlichen Abweichungen sprechen. Slavoj Žižek wiederum bezieht sich auf den französischen Sprachwissenschaftler Jean-Claude Milner und vermutet ein zweigeteiltes Anagramm des griechischen dodekaedron: „Odradek“ wäre also die Hälfte eines Dodekaeders.
Eine weitere Deutung schlägt Mirjam Juli vor: Das Wort Odradek ist demnach zusammengesetzt aus Podiebrad, dem Geburtsort von Kafkas Mutter Julie, und Wossek, dem Geburtsort von Kafkas Vater Hermann. Dazu passen würde die – dann humorig-doppeldeutig zu verstehende – Anspielung auf den „unbestimmten Wohnsitz“ des Wesens. Odradek stünde somit für die spannungsgeladene Mischung aus dem polternd-impulsiven Vater und der sanft-duldsamen Mutter, laut Kafka ein Gebilde mit „früher … zweckmäßiger Form“, im Ganzen aber „sinnlos“.
Immer wieder findet sich jedoch der Ansatz, dass sich diese Geschichte vom Dichter so gewollt ganz der Interpretation entziehe, ähnlich der nicht zum Ziel führenden Erforschung des Wortes „Odradek“. In dieser Geschichte könnte Kafka die Vieldeutigkeit, die zahllosen Interpretationsversuche und das jahrhundertelange Überdauern seiner Werke anhand eines skurrilen, kleinen Wesens ausgedrückt und vorweggenommen haben.

## Odradek als Namensgeber
Nach dem von Kafka erfundenen Wesen sind ein Verlag, eine Zeitschrift, ein Label und ein Webcomicmagazin benannt.
Im 2019 erschienenen Videospiel Death Stranding von Hideo Kojima ist ein Odradek ein wichtiger Gegenstand in der Welt von Death Stranding. Er ist ein auf der Schulter montierter Sensor, der dem Protagonisten Sam auf seiner Reise durch eine gestorbene postapokalyptische Welt hilft. Es ist ein mechanischer Arm, der dank vielzähligen Gelenken beweglich ist. Am Ende sind fünf fingerartige Zacken, die wie eine kleine handtellerartige Radarschüssel aussehen, wenn ein Scan ausgeführt wird. Die Innenfläche der fingerähnlichen Sensoren leuchtet verschiedenfarbig und liefert so zusätzliche Hinweise auf Gefahren, wenn es orange leuchtet. Der Odradek dient Sam dazu, wichtige Gegenstände (wie verlorene Fracht, Rohstoffe …) zu finden, Gefahren ausfindig zu machen und das Terrain zu scannen. Das Gerät ist die meiste Zeit über eingefahren – auf Tastendruck des Spielers wird es temporär aktiviert und wirft eine Art Radarscan über die Landschaft. Somit hat der Spieler eine Übersicht über das Geschehen in einem begrenzten Radius. In gewissen Szenen im Spiel zeigt sich, dass der Odradek eine Art Intelligenz und Empathievermögen hat, an der Art und Weise, wie sich die fingerähnlichen Sensoren bewegen oder sich z. B. dem mitgeführten BB (ein Baby in einer Art Versorgungstank) zuwenden, um es zu beruhigen.